# Mes Kerman
Sanat Mes Kerman Football Club (per. باشگاه فوتبال مس کرمان) – irański klub piłkarski z siedzibą w mieście Kerman. W sezonie 2018/2019 występuje w drugiej lidze.

## Historia
Klub został założony 2 marca 1998. Drużyna awansowała do 1. ligi w 2006. Największy swój sukces zespół osiągnął w sezonie 2008/2009, kiedy to zajął 3. miejsce w mistrzostwach Iranu. Dzięki temu osiągnięciu drużyna mogła startować w rozgrywkach Azjatyckiej Lidze Mistrzów w następnym sezonie.

## Sukcesy
- Iran Pro League
  - 3. miejsce (2): Iran Pro League (2008/2009)
- Hazfi Cup
  - finał (1): 2014
- Azadegan League
  - mistrzostwo (1): 2005/2006
- League 2
  - mistrzostwo (1): 1999/2000

## Azjatyckie puchary
Legenda do wszystkich tabel:
- Q – runda eliminacyjna, 1/16, 1/8, 1/4, 1/2 – odpowiednia faza rozgrywek, Grupa – runda grupowa, 1r gr – pierwsza runda grupowa, 2r gr – druga runda grupowa, F – finał, R – runda, PO – play-off
- k. – rzuty karne, los. – losowanie, Dogr. – dogrywka, w. – zasada bramek strzelonych na wyjeździe

| Sezon | Rozgrywki     | Runda | Klub             | Dom | Wyjazd | Ogólnie    |
| ----- | ------------- | ----- | ---------------- | --- | ------ | ---------- |
| 2010  | Liga Mistrzów | Gr. D | Al-Ahli Dubaj    | 4-2 | 1-2    | 2. miejsce |
| 2010  | Liga Mistrzów | Gr. D | Al-Hilal         | 3-1 | 1-3    |            |
| 2010  | Liga Mistrzów | Gr. D | Al-Sadd          | 3-1 | 1-4    |            |
| 2010  | Liga Mistrzów | 1/8   | Zob Ahan Isfahan | 0-1 |        |            |